# Jakubowo Kisielickie (gromada)
Jakubowo Kisielickie – dawna gromada, czyli najmniejsza jednostka podziału terytorialnego Polskiej Rzeczypospolitej Ludowej w latach 1954–1972.
Gromady, z gromadzkimi radami narodowymi (GRN) jako organami władzy najniższego stopnia na wsi, funkcjonowały od reformy reorganizującej administrację wiejską przeprowadzonej jesienią 1954 do momentu ich zniesienia z dniem 1 stycznia 1973, tym samym wypierając organizację gminną w latach 1954–1972.
Gromadę Jakubowo Kisielickie z siedzibą GRN w Jakubowie Kisielickim utworzono – jako jedną z 8759 gromad na obszarze Polski – w powiecie suskim w woj. olsztyńskim na mocy uchwały nr 26 WRN w Olsztynie z dnia 4 października 1954. W skład jednostki weszły obszary dotychczasowych gromad Gałdowo i Jakubowo Kisielickie oraz miejscowość Nowy Folwark z dotychczasowej gromady Łęgowo ze zniesionej gminy Jędrychowo oraz miejscowość Huta z dotychczasowej gromady Klimy ze zniesionej gminy Klimy w tymże powiecie. Dla gromady ustalono 12 członków gromadzkiej rady narodowej.
1 stycznia 1959 powiat suski przemianowano na powiat iławski.
Gromadę zniesiono 1 stycznia 1960, a jej obszar włączono do gromad Ząbrowo (wieś Gałdowo, osadę Owczarnia i kolonię Jachimówka) i Redaki (wsie Jakubowo Kisielickie i Krzywiec oraz PGR-y Nowy Folwark i Huta) w tymże powiecie.